# Kostel svatého Františka z Assisi (Zákupy)
Kostel svatého Františka z Assisi v Zákupech je římskokatolický klášterní chrám ve městě Zákupy v okrese Česká Lípa. Vznikl v letech 1681–1684 jako konventní kostel přilehlého kapucínského kláštera a společně s ním je chráněn jako kulturní památka České republiky. Přísluší do zákupské farnosti.

## Historie

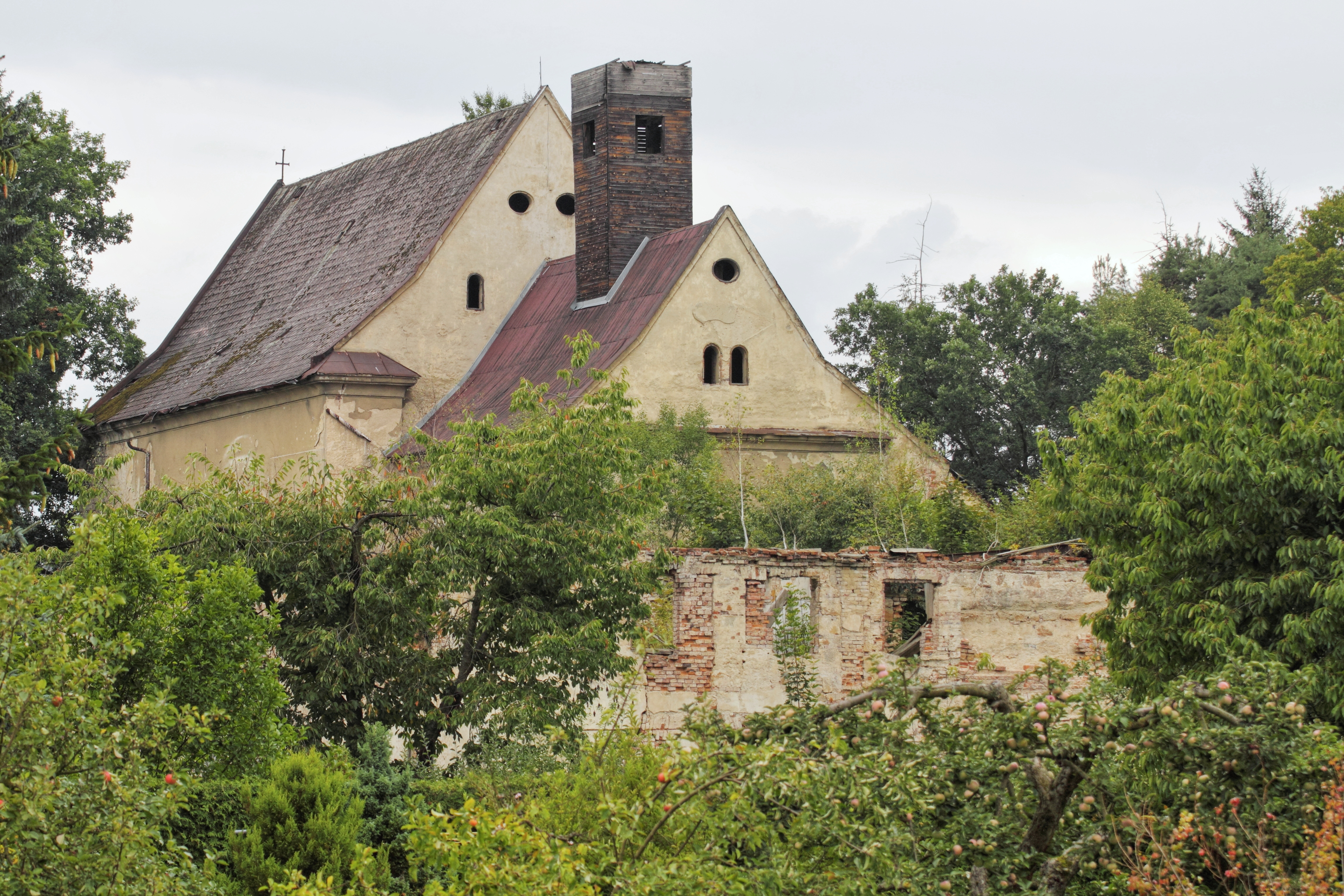
Pohled na kostel sv. Františka se zbytky kláštera od východu

Celý kostel, zasvěcený Františkovi z Assisi, byl vystavěn v typickém slohu kapucínského řádu v letech 1681–1684 jako konventní kostel přilehlého kapucínského kláštera. Benedikace kostela proběhla v červenci 1683 a dokončený chrám byl vysvěcen 17. září 1684, přičemž světitelem dostavěného kostela byl pražský arcibiskup Jan Bedřich z Valdštejna.
Kapucínský klášter byl uzavřen v roce 1950 a od té doby celý areál chátrá.
Kostel je orientován, boční kaple směřuje k severu. Podél jižní stěny chrámu byla vystavěna chodba vedoucí do kláštera, jenž navazuje na presbytář.
Duchovní správci kostela od roku 1950 jsou uvedeni na stránce: Římskokatolická farnost – děkanství Zákupy. Předtím byli duchovními správci kapucíni z místního kláštera.